# ساخت بر اساس سفارش

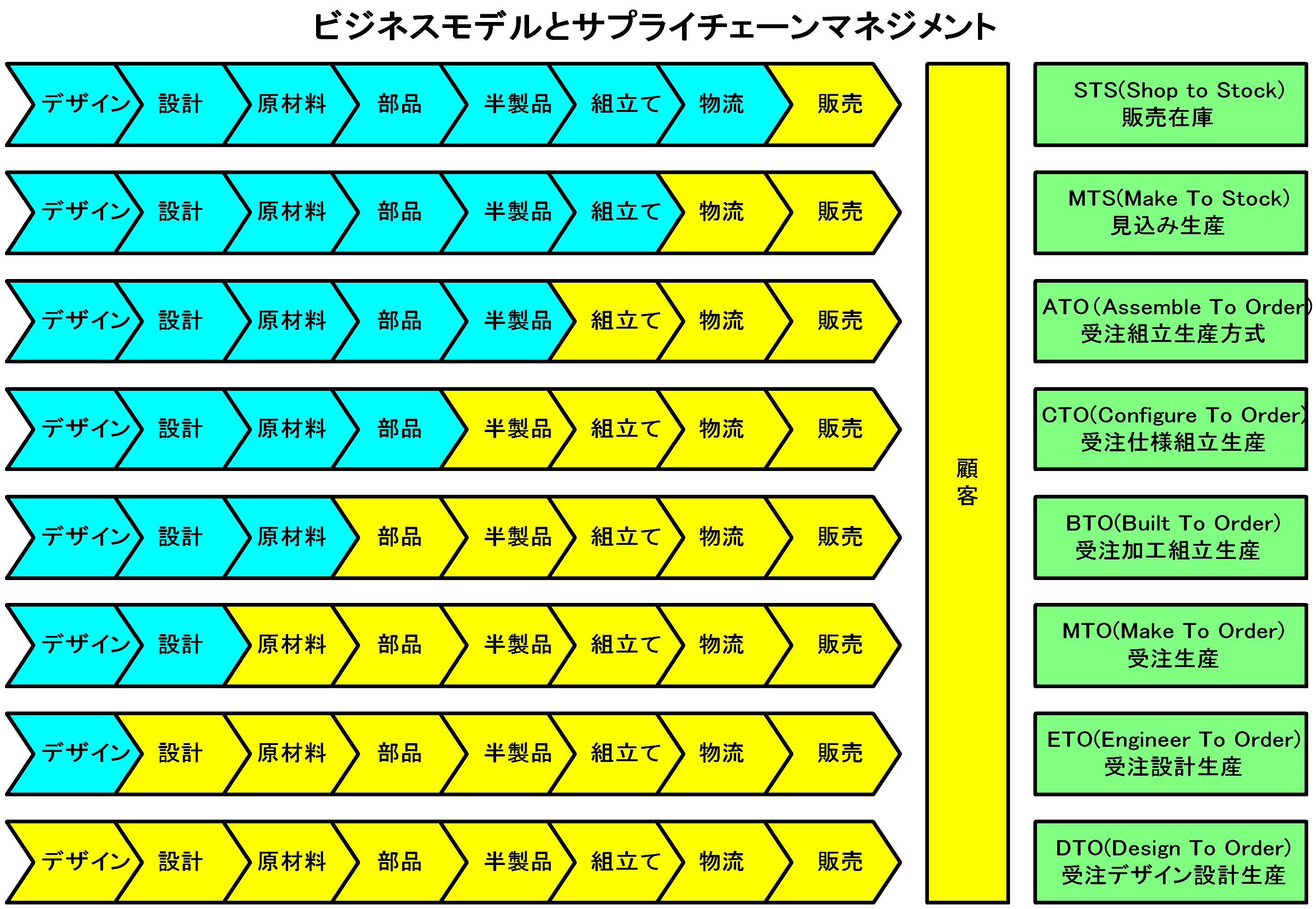
ساخت به سفارش

تولید بر اساس سفارش (به انگلیسی: Build to order) یا ساخت بر اساس سفارش (به انگلیسی: Make to order) به‌صورت (اختصاری BTO,MTO) از شیوه‌های تولید انبوه است، که در آن محصولات ساخته نمی‌شود تا زمانی که سفارش تأیید برای محصولات دریافت شده باشد. روش ساخت به سفارش، از قدیمی‌ترین روش‌های تولید و اجرای سفارش است، که مناسب‌ترین روش برای تولید محصولات سفارشی یا کم حجم، بشمار می‌آید. این روش اغلب در صنایع غذایی مانند رستوران‌ها رایج می‌باشد.